# Fort Doyle (Alderney)
Fort Doyle ist die Ruine eines Küstenforts
auf der Kanalinsel Alderney. Es wurde 1805, mitten in den Koalitionskriegen, fertiggestellt.
Das Fort wurde nach General Sir John Doyle, 1. Baronet (1756–1834), dem Lieutenant Govenor von Guernsey, benannt.
Es war anfangs mit drei 18-Pfünder-Kanonen ausgestattet. 1860 waren die Kanonen auf Plattformständen installiert. Auch gab es eine 8"-Haubitze.
Im Zweiten Weltkrieg wurde der Standort von den Deutschen, die die Kanalinseln besetzt hatten, befestigt.